# أديل موراليس
أديل موراليس (بالإنجليزية: Adele Morales)‏ هي رسامة أمريكية، ولدت في 12 يونيو 1925 في نيويورك في الولايات المتحدة، وتوفيت في 22 نوفمبر 2015 بسبب ذات الرئة.

## وصلات خارجية
- أديل موراليس على موقع IMDb (الإنجليزية)